# Júlio Correia da Silva
Júlio Correia da Silva (Ramalde, 1º dicembre 1919 – Lisbona, 18 marzo 2010) è stato un calciatore portoghese, di ruolo attaccante.

## Biografia
Júlio Correia da Silva, noto come Julinho, nacque il 1º dicembre 1919 a Ramalde, in Portogallo. Iniziò la sua carriera calcistica nel Boavista F.C., debuttando in prima squadra all'età di 15 anni e rimanendovi fino al 1940. Successivamente, giocò per l'Académico do Porto dal 1940 al 1942, segnando 16 gol in 22 partite. Nel 1942 si trasferì al S.L. Benfica, dove rimase fino al termine della carriera nel 1953, collezionando 144 presenze e 154 reti in campionato. È deceduto il 18 marzo 2010 a Lisbona.

## Carriera
Julinho iniziò la sua carriera nel Boavista, dove debuttò in prima squadra all'età di 15 anni, giocando fino al 1940. Si trasferì poi all'Académico do porto dove rimase due stagioni segnando 16 gol in 22 partite. Nel 1942 passò al Benfica, club con cui disputò undici stagioni, collezionando 144 presenze e realizzando 154 reti in campionato. Con la maglia delle Águias vinse tre campionati portoghesi (1942–43, 1944–45, 1949–50), due Taças de Portugal (1942–43, 1943–44) e la Taça Latina del 1950, risultando decisivo nella finale contro il Bordeaux con il gol vittoria ai tempi supplementari. Fu anche capocannoniere del campionato portoghese nelle stagioni 1942–43 e 1949–50, affermandosi come uno dei più prolifici attaccanti della sua epoca.

### Nazionale
Julinho disputò una sola partita con la nazionale portoghese il 21 marzo 1948 a Madrid contro la Spagna, incontro terminato 2-0 per gli iberici.

## Palmarès

### Club

#### Competizioni nazionali
- Segunda Divisão: 1

Boavista: 1936-1937
- Campionato portoghese: 3

Benfica: 1942-1943, 1944-1945, 1949-1950
- Coppa del Portogallo: 6

Benfica: 1942-1943, 1943-1944, 1948-1949, 1950-1951, 1951-1952, 1952-1953

#### Competizioni internazionali
- Coppa Latina: 1

Benfica: 1950